# Эти дни
«Эти дни» (итал. Questi giorni) — итальянский драматический фильм, снятый режиссёром Джузеппе Пиччони по мотивам неопубликованного романа Марты Бертини Color betulla giovane (с итал. — «Цвет молодой берёзы»). Мировая премьера ленты состоялась 8 сентября 2016 года на Венецианском кинофестивале. Фильм рассказывает про четырёх подруг по колледжу, которые вместе отправляются в Белград, не подозревая, что это путешествие изменит привычный для них мир.

## В ролях
- Маргерита Буй — Адрия
- Марта Гастини — Катерина
- Лаура Адриане — Анджела
- Мария Роверан — Лилиана
- Филиппо Тими — профессор Мариани

## Признание
| 2016 | Венецианский кинофестиваль | «Золотой лев» за лучший фильм | «Эти дни» |